# Attouchement (géométrie)
Cet article concerne la notion géométrique. Pour le contact physique, voir Attouchement.
Cet article court présente un sujet plus développé dans : Contact (géométrie) et Tangente (géométrie).
L’attouchement, en géométrie, est le point où deux lignes se touchent sans se couper. L’attouchement est appelé :
- point de tangence lorsque l’une des lignes est droite et l'autre courbe ;
- point de contact lorsqu’il s’agit de deux courbes.